# Ivan Vitali
Ivan Petrovič Vitali, conosciuto anche come Giovanni Vitali (San Pietroburgo, 1794 – San Pietroburgo, 1855), è stato uno scultore russo di origini italiane.
Dopo aver frequentato l'Accademia di belle arti di San Pietroburgo, nel 1818 si trasferì a Mosca, dove contribuì attivamente alla ricostruzione della città dopo l'incendio del 1812. Tra le sue opere vi sono le decorazioni scultorie dell'Arco di Trionfo, le fontane delle piazze del Teatro e della Lubjanka, le sculture della cattedrale di Sant'Isacco (i frontoni, i bassorilievi delle porte, figure di angeli), nonché tombe, statue e busti, tra cui quello di Aleksandr Sergeevič Puškin, realizzato nel 1838.